# دابانغ
دابانغ (بالإنجليزية: Dabangg)‏ (بالهندية: दबंग) بالعربية معناه الجريء هو فيلم كوميدي أكشن باللغة الهندية عام 2010 من إخراج أبهيناف سينغ كاشياب وإنتاج ماليكا أرورا وأرباز خان تحت إشراف أرباز خان للإنتاج مع دهيلين ميهتا تحت إشراف شري أشتافيناياك سين فيجن. الفيلم من بطولة سلمان خان، سوناكشي سينها (في أول ظهور لها كممثلة)، أرباز خان وسونو سود في الأدوار الرئيسية، بينما يشارك في الأدوار الداعمة كل من أوم بوري، ديمبل كاباديا، فينود خانا، أنوبام خير، ماهيش مانجريكار وماهي كل. يمثل الفيلم الظهور الأول لأرباز خان كمنتج وكاشياب كمخرج. يظهر أرورا بشكل خاص في أغنية "موني بادنام هوي".
تدور أحداث فيلم دابانغ في ولاية أتر برديش الهندية. تم صنعه بميزانية قدرها 30 كرور روبية وتم تسويقه بمبلغ 12 روبية هندية. الكرور عشرة ملا يين. تم تصوير الفيلم بشكل أساسي في مدينة واي في مهاراشترا، بينما تم تصوير المشاهد الرئيسية الأخرى في الإمارات العربية المتحدة.

## حبكة
تشولبول باندي هو صبي صغير يعيش مع أخيه غير الشقيق الأصغر ماكخانشاند "ماكخي" باندي، وزوج والدته براجاباتي باندي، ووالدته ناينا ديفي في لالجانج، أوتار براديش. لدى تشولبول علاقة مضطربة مع براجاباتي وماكي. بعد مرور 21 عامًا، أصبح تشولبول شرطيًا ويطلق على نفسه اسم روبن هود باندي، حيث لا يزال يعيش مع عائلته. ماكي في حالة حب مع نيرمالا، التي يعارض والدها ماسترجي علاقتهما. يقع تشولبول في حب فتاة تدعى راجو، والتي يلتقيها أثناء مطاردة للشرطة تنتهي بمواجهة.
زعيم سياسي فاسد يدعى تشيدي سينغ يلتقي تشولبول ويصبح كلاهما أعداء بسرعة. يطلب ماكي من براجاباتي ترتيب زواجه من نيرمالا، لكن براجاباتي يرفض لأنه يحتاج إلى المال لسداد القروض التي أخذها لإنشاء مصنعه ويعتقد أنه يمكنه الحصول على المال من خلال زواج ابنه من فتاة غنية. في حاجة ماسة إلى المال، يسرق ماكي بعض النقود من خزانة تشولبول ويعطي النقود المسروقة إلى ماسترجي، على أمل أن يسمح لماكي بالزواج من نيرمالا.
في هذه الأثناء، يعرض تشولبول الزواج على راجو، الذي يرفض لأنها يجب أن تعتني بوالدها السكير هارييا. يصل تشولبول إلى المنزل ليجد والدته نيني ديفي ميتة، حيث يذهب إلى براجاباتي لإحلال السلام حيث أنه العائلة الوحيدة المتبقية. ومع ذلك، يرفضه براجاباتي ويحتقره باعتباره منبوذاً. يدعو ماكي تشولبول إلى زواجه من نيرمالا، حيث يقنع تشولبول هاريا بالزواج من راجو. ينتحر هارييا لأنه يعلم أن راجو لن يتزوج أحداً وهو على قيد الحياة. تشولبول يأخذ راجو إلى حفل زفاف ماخي. بعد أن أدرك أن ماكي قد سرق أمواله لتمويل حفل الزفاف، تزوج تشولبول من راجو في حفل مرتجل. يشعر ماسترجي بالخزي ويلغي حفل زفاف ماكي مع نيرمالا.
لا يزال يشعر بالانزعاج لأن تشولبول عرض زفافه للخطر، ويقوم ماكي بضرب أحد العمال في مصنعه بسبب حادث صغير. يذهب العامل إلى مركز الشرطة مع والدته لتقديم شكوى. بدلاً من مجرد مطالبة ماكي بالاعتذار للعامل، قام تشولبول بضرب ماكي بوحشية في الأماكن العامة لإهانته. يستغل تشيدي الموقف ويأخذ ماكي مع براجاباتي إلى مركز الشرطة. لعدم رغبته في تفاقم الأمر أكثر من ذلك، قرر براجاباتي حل الوضع بقبول الاعتذار. يلتقي تشولبول بزعيم سياسي يُدعى دايال ساهو المعروف أيضًا باسم دايال بابو، الذي يكره تشيدي أيضًا. بمساعدته، يقوم تشولبول بتزوير مصانع الجعة الخاصة بتشيدي ويتهمه بذلك بشكل خاطئ.
يغضب تشيدي ويحرق مصنع ماكي حيث يعاني براجاباتي من نوبة قلبية ويتم نقله إلى المستشفى. يذهب ماكي إلى تشيدي طلبًا للمساعدة، حيث يوافق تشيدي على تمويل علاج براجاباتي إذا قام بتسليم صندوق من المانجو إلى منزل دايال بابو. دون علم ماكهي، وضع تشيدي قنبلة داخل الصندوق، والتي انفجرت بعد مغادرته، مما أدى إلى مقتل دايال بابو. تشيدي يكلف ماكي بمهمة قتل تشولبول. يقبل ماكي، لكنه ينتهي به الأمر بالاعتراف لتشولبول بأن تشيدي جعله يزرع القنبلة دون علمه. شولبول يسامحه ويتصالح معه. أثناء المواجهة النهائية بين تشولبول وتشيدي، يكشف ماكي لتشولبول أن تشيدي هو من قتل ناينا. أخيرًا يقتل تشولبول تشيدي ويرتب زواج ماكهي من نيرمالا.
الاعتمادات مقتبسة من بوليوود هانجاما.

## طاقم التمثيل
- سلمان خان بدور المحقق شولبول باندي
- سوناكشي سينها بدور راجو شيشاوات
- أرباز خان بدور ماكخانشاند "ماكخي" باندي
- فينود خانا بدور براجاباتي باندي
- ديمبل كاباديا بدور نايني ديفي
- سونو سود بدور شدي سينغ

## إنتاج

### تمثيل
قام سلمان خان بتطويل شاربه بعد التشاور مع شقيقه وقام بتحضير شعره ليناسب دوره. بالنسبة للأول، كان عليه تجربة ما يقرب من خمسين أسلوبًا في فترة أربعة أشهر قبل بدء التصوير. تم إجراء جلسات تصوير لإكمال مظهره. كشف أبهيناف كاشياب في مقابلة مع بوليوود هانجاما أنه في البداية كان قد فكر في عدد قليل من الآخرين لدور شولبل باندي، لكنه غير رأيه في النهاية واقترب من سلمان. كان كاشياب قد شاهد أرباز في فيلم جان تو يا جان نا، حيث ظهر في مشهد قصير، واقترب منه ليكون جزءًا من المشروع. بعد قراءته، وافق على الفور على إنتاجه والتمثيل فيه. تم اختيار سونو سود للعب دور الخصم الرئيسي. كشف أن شخصيته كانت شخصية "زعيم شبابي ذو ظلال رمادية". تم الاتصال لاحقًا بمهيش مانجريكار للعب دور والد شخصية سينها، على الرغم من أنه كان يخطط للتوقف عن التمثيل.
في أبريل 2009، وقعت سوناكشي سينها على دورها الأول. كان سلمان قد رآها في إحدى الحفلات وهي ترقص وعرض عليها الدور. وفي حديثها عن ذلك قالت إنها فقدت 30 رطلاً من وزنها. كجم على مدى عامين للتحضير لشخصيتها كفتاة قروية من خلال "مزيج من النظام الغذائي السليم وممارسة التمارين الرياضية القوية". وأضافت أنها كانت "تراقب الناس وتحاول التقاط الفروق الدقيقة" كخطوة أخرى من التحضير. ماليكا أرورا، التي قدمت عددًا قليلاً من الأغاني في مسيرتها المهنية، وأبرزها في ديل سي، وتم التأكيد على أنه سيفعل الشيء نفسه في الفيلم. كان هذا هو الأول من نوعه في إنتاجها المنزلي.

### التصوير
تم تصوير دابانج في المقام الأول في واي، ماهاراشترا والإمارات العربية المتحدة. بدأ التصوير في سبتمبر 2009. قام مصمم الإنتاج واصيق خان برسم أكثر من 100 رسم تخطيطي يوضح كل مجموعة في الفيلم. تم التصوير السينمائي بواسطة ماهيش ليماي. بدأ الجدول الأول في مدينة واي واستمر لمدة 45 يومًا، وخلال هذه الفترة أصيب سونو سود، الخصم الرئيسي، بكسر في أنفه. تم تصوير جدول يتضمن في المقام الأول تصوير الأغاني في محطة خالد بن الوحيد في دبي، مما يجعل دابانغ أول فيلم يتم تصويره هناك. كما تم تصوير بعض المشاهد في فندق قصر الإمارات في أبو ظبي.
تم تصميم الفيلم، الذي يتضمن حوالي خمسة مشاهد أكشن، بواسطة إس. فيجايان، الذي عمل سابقًا كمخرج للمشاهد الخطيرة في فيلم ونتيد، وتم تصويره على مدار 60 يومًا. وفي وقت لاحق، تم دمج المؤثرات الخاصة في تلك المشاهد. تم تصميم الأغاني بواسطة راجو خان وشابينا خان، بينما صممت فرح خان رقم القطعة، " موني بادنام هوي ". تم الانتهاء من التصوير في أوائل يونيو 2010، ودخل الفيلم في مرحلة ما بعد الإنتاج. أقيم حفل بمناسبة الانتهاء من التصوير ونجاح العرض المسرحي. وقد حضره الممثلون وطاقم العمل الرئيسيون.

## موسيقى
يتكون ألبوم الموسيقى التصويرية من 10 أغاني، منها خمس أغانٍ أصلية وأربعة ريمكسات وأغنية موضوعية واحدة. كتب ولحن لاليت بانديت الأغنية الرئيسية "موني بادنام هوي" بينما قام الثنائي المخرج الموسيقي ساجد وواجد بتأليف بقية الأغنية. كتب فايز أنور وجليس شرواني كلمات هذه الأغاني. تم بيع حقوق الصوت لفيلم دابانغ مقابل حوالي 90 مليون روبية هندية (1٫5 مليون دولار أمريكي) إلى تي سيريز،  وتم إطلاق الألبوم في 6 أغسطس 2010 في دلهي. وقد تلقى الألبوم ردود فعل إيجابية وحقق أداءً جيدًا في المخططات بعد إصداره. حققت الأغنيتان "تيري ماست ماست دو نين" و"موني بادنام هوي" نجاحًا كبيرًا عند إصدارهما وتصدرتا قوائم الموسيقى والراديو والبث المباشر.

## التسويق والاصدار
تم وصف فيلم دابانج بأنه أحد أكثر الأفلام المنتظرة لهذا العام من قبل صحيفة إكسبرس الهندية. تم إصدار المقطع الدعائي للفيلم، الذي يبلغ طوله حوالي دقيقتين ونصف، في 23 يوليو 2010، إلى جانب فيلم كهاتا ميثا للمخرج Priyadarshan. قام خان بالترويج للفيلم في برنامج الواقع Entertainment Ke Liye Kuch Bhi Karega وإندياز غوت تالنت و Sa Re Ga Ma Pa Singing Superstar. أقيم حدث للفيلم في DLF Promenade في فاسانت كونج، نيودلهي بحضور الممثلين الرئيسيين،  وتم إطلاق بضائع حصرية للفيلم. أقيمت مجموعة أخرى من العروض الترويجية في ناجبور وحيدر آباد. تم الإبلاغ عن أن الفيلم حطم الأرقام القياسية قبل إصداره من حيث الدعاية من قبل شركة سينماتيكس، وهو منتج للتوعية بالتصوير تم إنشاؤه بواسطة شركة أورماكس ميديا.
تم إصدار دابانج عالميًا في 10 سبتمبر 2010. قبل إصدار الفيلم في دور العرض، تم عرض الفيلم بشكل خاص في مدينة السينما في 6 سبتمبر 2010. أقيم العرض الأول لفيلم دابانج في مومباي في 9 سبتمبر 2010. تم افتتاحه على 1800 شاشة في الهند وحوالي 300 شاشة في الخارج. تم إصدار الفيلم في 2300 دار عرض حول العالم. وقد تم عرضه أيضًا في النرويج في مهرجان سينمائي دولي. تم إطلاق أقراص DVD وVCD الخاصة بالفيلم بواسطة شركة Reliance Big Home Video في 12 أكتوبر 2010. تم إصداره على موقع يوتيوب في 28 يناير 2011 للمشاهدة المجانية للجمهور في الهند. تم بيع حقوق القمر الصناعي مسبقًا مقابل 100 مليون روبية هندية (1٫7 مليون دولار أمريكي) إلى الألوان. الفيلم متاح الآن على نتفليكس.

## روابط خارجية
- دابانغ على موقع IMDb (الإنجليزية)
- دابانغ على موقع روتن توميتوز (الإنجليزية)
- دابانغ على موقع نتفليكس (الإنجليزية)
- دابانغ على موقع ألو سيني (الفرنسية)
- دابانغ على موقع Turner Classic Movies (الإنجليزية)
- دابانغ على موقع أول موفي (الإنجليزية)
- دابانغ على موقع بوكس أوفيس موجو (الإنجليزية)
- دابانغ على موقع فيلمافينيتي (الإسبانية)
- دابانغ على موقع قاعدة بيانات الفيلم (الإنجليزية)
- دابانغ على موقع ليتربوكسد (الإنجليزية)